# الکسی مژایف
الکسی مُژایف (روسی: Алексе́й Васи́льевич Можа́ев؛ ۲۸ مارس ۱۹۲۱ – ۲۳ ژانویه ۱۹۹۴) نقاش، گرافیست و معلم هنر روسی-شوروی بود که در لنینگراد زندگی و کار می‌کرد. او عضو اتحادیه هنرمندان سن پترزبورگ بود (قبل از سال ۱۹۹۲ که به عنوان شاخه لنینگراد اتحادیه هنرمندان فدراسیون روسیه شناخته می‌شد) که به عنوان نماینده مکتب نقاشی لنینگراد شناخته می‌شد.